# Самуел Готлиб Гмелин
Самуел Готлиб Гмелин (на немски: Samuel Gittlieb Gmelin; на руски: Самуил (Самуэль) Георг Готлиб Гмелин) е германски естественик и пътешественик-изследовател на руска служба, племенник на Йохан Георг Гмелин.

## Произход и образование (1744 – 1768)
Роден е на 4 юли 1744 г. (по други данни 23 юли 1745) в Тюбинген, Германия. Завършва като чичо си медицинския факултет на Тюбингенския университет.
През 1766 г. е поканен от Петербургската Академия на науките и през 1767 г. пристига в Русия, където става професор по ботаника в Петербургския университет.

## Експедиционна дейност (1768 – 1774)
През 1768 г. Гмелин е назначен за началник на един от отрядите на Астраханската експедиция и до 1774 г. пътешествува в басейните на Дон и Волга (долното течение), Кавказ и бреговете на Каспийско море.
През лятото на 1768 г., преди да замине на юг, изследва Валдайското възвишение и определя размерите (400 на 80 версти) и границите му. През лятото на 1769 г. изследва цялото течение на Дон, а след това се прехвърля в Астрахан. По пътя изследва соленото езеро Баскунчак (105 км2) и възвишението Голямо Богдо (149 м) на юг от езерото. Оконтурява делтата на Волга и изследва северозападното крайбрежие на Каспийско море.
През 1770 г. извършва пътешествие в Иран, като посещава Дербент, Баку и Шемаха.
През 1771 г. изследва долното течение на Волга между Астрахан и Царицин (Волгоград), Сарпинските езера, част от теченията на реките Кума и Терек, като събира голяма ботаническа колекция.
От юни 1772 до февруари 1774 г. извършва ново пътешествие в Иран, съпровождан от няколко помощници и около 40 войника. Изследва западното крайбрежие на Каспийско море, но по пътя от Дербент за Кизляр е ограбен и хванат в плен от местни племена и в резултат на непрекъснатите лишения по време на пленничеството му заболява и умира на 27 юли 1774 г. на 30-годишна възраст.

## Съчинения
- Путешествие по Росии для исследования трех царств естества /ч. 1 – 3, в 4 кн., 1771 – 85/.